# Generał Służby Więziennej
Generał Służby Więziennej (gen. SW) – pierwszy najwyższy stopień w Służbie Więziennej, odpowiednik stopnia generała brygady w Siłach Zbrojnych RP. Stopień niższy od stopnia generała inspektora Służby Więziennej (gen. insp. SW).
Stopień generała Służby Więziennej został ustanowiony z dniem 1 lipca 1975, w miejsce dotychczasowego stopnia głównego komisarza Służby Więziennej. Stopień generała SW nadawał Prezes Rady Ministrów na wniosek ministra sprawiedliwości. Po zmianach ustrojowych w Polsce, stopień generała SW nadaje Prezydent RP, także na wniosek ministra sprawiedliwości.
Wzory dystynkcji generała SW zostały określone w rozporządzeniu ministra sprawiedliwości z dnia 7 lutego 2011 w sprawie umundurowania funkcjonariuszy Służby Więziennej. Kolejni Prezydenci RP nadali stopień generała Służby Więziennej niżej wymienionym funkcjonariuszom:
1. pułkownikowi Włodzimierzowi Markiewiczowi – 25 sierpnia 1997,
2. pułkownikowi Janowi Pyrcakowi – 25 sierpnia 1997,
3. pułkownikowi Andrzejowi Popiołkowi – 2 września 2003,
4. pułkownikowi Markowi Szostkowi – 8 września 2005[4],
5. pułkownikowi Pawłowi Nasiłowskiemu – 8 listopada 2007[5],
6. pułkownikowi Jackowi Pomiankiewiczowi – 8 listopada 2007[6],
7. pułkownikowi Jackowi Włodarskiemu – 31 stycznia 2011[7],
8. pułkownikowi Krzysztofowi Kellerowi – 4 stycznia 2012[8].
9. pułkownikowi Jackowi Kitlińskiemu – 26 marca 2015[9]
10. pułkownikowi Andrzejowi Leńczukowi – 11 lutego 2021[10]
11. pułkownikowi Marcinowi Strzelcowi – 11 lutego 2021[10]
12. pułkownikowi Krzysztofowi Stefanowskiemu – 29 czerwca 2023